# Jean-Pierre Beltoise

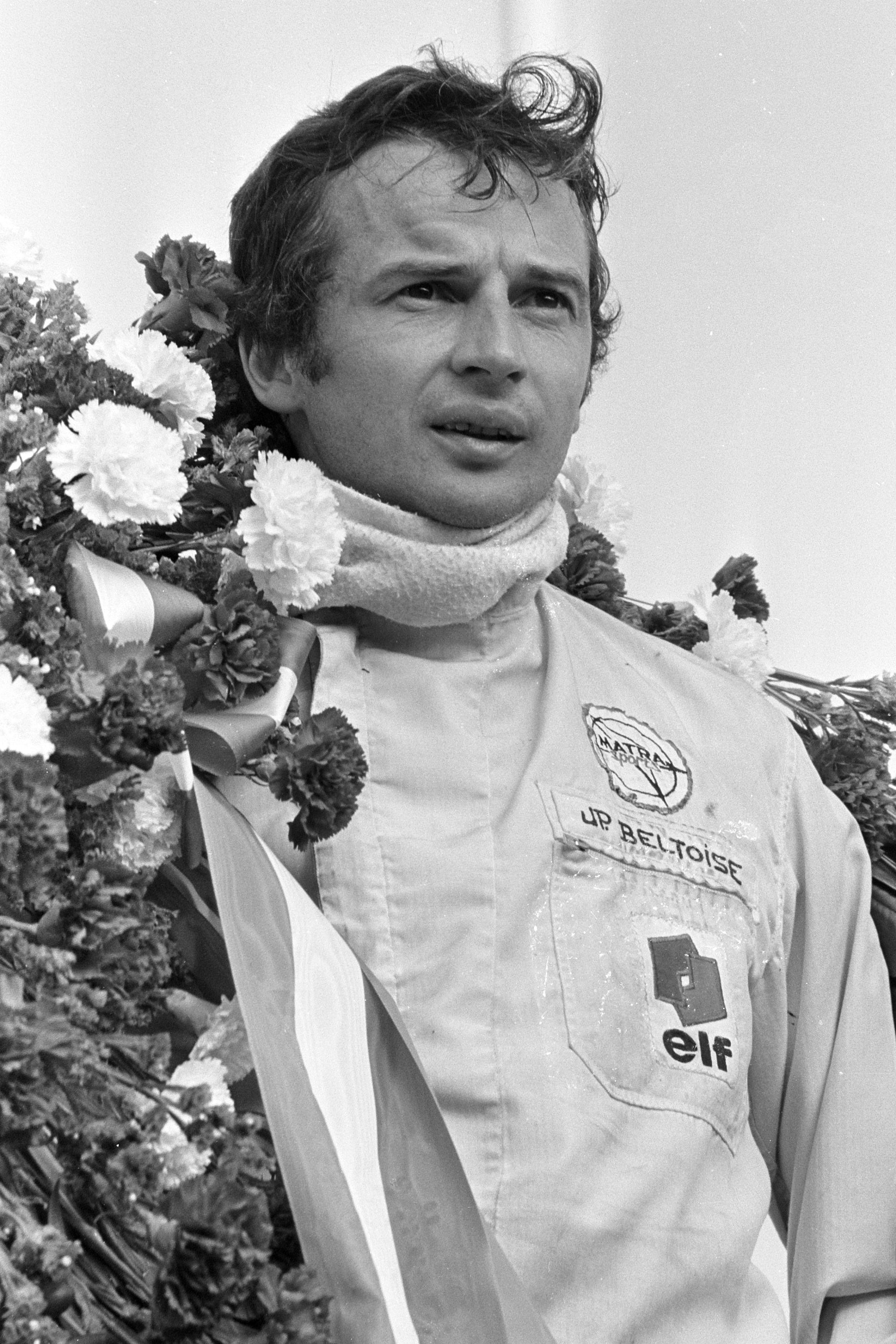
Jean-Pierre Beltoise, Zandvoort, 1968

Jean-Pierre Maurice Georges Beltoise (Parijs, 26 april 1937 – Dakar, 5 januari 2015) was een Frans motor- en autocoureur. Hij won één keer een Grand Prix. Hij was de zwager van de in 1973 dodelijk verongelukte GP-coureurFrancois Cevert. 

## Carrière
Jean-Pierre Beltoise begon als motorcoureur en won in Frankrijk verschillende nationale titels. Van 1962 tot en met 1964 kwam hij met een Kreidler acht keer uit in verschillende klassen van het wereldkampioenschap. Hij pakte een podiumplaats. Zijn beste eindklassement in de 50 cc was in 1964, op een zesde plaats met 6 punten. Ook behaalde hij in 1963/64 overwinningen met Bultaco 125, Morini 175, Aermacchi 250 en Matchless 500.
In 1963 begon hij met autoracen. Twee jaar later won hij een Formule 3-wedstrijd en na twee goede seizoenen in de Formule 2 maakte Beltoise in 1966 zijn debuut in de Formule 1 tijdens de Grand Prix van Duitsland. In 1967 hij wist zich niet te kwalificeren voor de  GP van Monaco 1967 maar aan het eind van het jaar lukte dit wel voor de Amerikaanse GP en Mexicaanse GP. Met een Matra werd hij in 1968 tweede bij de Grand Prix van Nederland. Tijdens het Formule 1-seizoen kwam hij ook nog  uit in de Formule 2 bij het team van Matra en won het eindklassement in 1968 met 48 punten en 5 overwinningen. Een jaar later werd Beltoise door Ken Tyrrell naast Jackie Stewart geplaatst, opnieuw in een Matra. Waar Stewart kampioen werd in 1969, behaalde Beltoise twee podiumplaatsen en werd vijfde in het wereldkampioenschap. In 1970 volgden nog twee podiumplaatsen.
Begin 1971 was Beltoise betrokken bij het fatale ongeluk van Ignazio Giunti tijdens de 1000 kilometer van Buenos Aires. Beltoise had geen benzine meer en duwde zijn auto terug naar de pits toen hij werd aangereden door Giunti die bij de crash om het leven kwam. De racelicentie van Beltoise werd ingetrokken en de Fransman miste een groot deel van het seizoen.
Hierna stapte hij in 1972 over van Matra naar BRM. Het hoogtepunt van zijn Formule 1-carrière volgde tijdens de compleet verregende Grand Prix van Monaco van dat jaar, die hij oppermachtig won in de niet competitieve BRM. Het was de laatste zege van het legendarische team. De rest van het seizoen wist hij geen punten te behalen. Ook de twee daaropvolgende jaren kwam Beltoise uit voor BRM, met als beste resultaat een tweede plaats bij de Grand Prix van Zuid-Afrika in 1974.
Aan het eind van het seizoen 1974 nam hij afscheid van de Formule 1, hoewel hij later nog testte voor Ligier. Hij nam in totaal aan 88 Grands Prix-weekeinden deel en startte 86 wedstrijden. Verder won hij twee keer het Frans Touringcar-kampioenschap voor BMW, en deed hij aan rallycross en ijsracen.

## Overlijden
Beltoise kreeg tijdens een vakantie in Senegal op oudejaarsdag 2014 een cerebrovasculaire aandoening, op 2 januari gevolgd door nog een hersenbloeding, waarna hij in een coma raakte. Op 5 januari 2015 is hij te Dakar overleden. Beltoise werd 77 jaar oud.

## Strip
Beltoise komt voor in de stripverhalen van de Franse stripfiguur Michel Vaillant.